# شلاله عذاوره
شلاله عذاوره (به عربی: شلالة العذاورة) یک شهرداری در الجزایر است که در استان مدیه واقع شده‌است. شلاله عذاوره ۵۷٬۳۰۰ نفر جمعیت دارد.